# Chloé Chevalierová
Chloé Chevalierová (* 2. listopadu 1995 Saint-Martin-d'Hères) je bývalá francouzská biatlonistka.
Biatlonu se věnovala od roku 2010. Ve světovém poháru debutovala v prosinci 2015 v Pokljuce, kde ve sprintu obsadila 69. místo. sprintu, kde dojela na 30. místě. Ve své kariéře zvítězila ve světovém poháru ve třech kolektivních závodech. Jejím nejlepším individuálním výsledkem bylo druhé místo ze sprintu v Anterselvě v lednu 2023.
V lednu 2024 oznámila na svém Instagramu ukončení kariéry.
Její sestra Anaïs je také bývalá biatlonistka.

## Výsledky

### Olympijské hry a mistrovství světa
| Sezóna  | D  | Místo    | SP  | SZ  | HZ  | IZ  | ŠT | SŠT | SZD | Věk    |
| ------- | -- | -------- | --- | --- | --- | --- | -- | --- | --- | ------ |
| 2020/21 | MS | Pokljuka | –   | –   | –   | –   | 8. | –   | ×   | 25 let |
| 2022/23 | MS | Oberhof  | 15. | 19. | 13. | 33. | 4. | –   | –   | 26 let |

Poznámka: Výsledky z olympijských her se do hodnocení světového poháru nezapočítávají, výsledky z mistrovství světa se dříve započítávaly, od mistrovství světa v roce 2023 se nezapočítávají.

### Mistrovství Evropy
| Sezóna  | Akce | Místo   | SP  | SZ  | IZ  | SŠT | SZD | Věk    |
| ------- | ---- | ------- | --- | --- | --- | --- | --- | ------ |
| 2016/17 | ME   | Dušníky | DNS | –   | 20. | –   | –   | 21 let |
| 2017/18 | ME   | Ridnaun | 2.  | 1.  | 1.  | 4.  | –   | 22 let |
| 2018/19 | ME   | Raubiči | 23. | 31. | 7.  | 9.  | –   | 23 let |
| 2019/20 | ME   | Raubiči | 10. | 12. | ×   | 7.  | –   | 24 let |

## Vítězství v závodech světového poháru a na olympijských hrách

### Kolektivní
| Č. | sezóna    | datum             | místo                | disciplína |
| -- | --------- | ----------------- | -------------------- | ---------- |
| 1. | 2021/2022 | 14. ledna 2022    | Ruhpolding, Německo  | štafeta    |
| 2. | 2022/2023 | 11. prosince 2022 | Hochfilzen, Rakousko | štafeta    |
| 3. | 2022/2023 | 22 ledna 2023     | Anterselva, Itálie   | štafeta    |